# 1936
Cette page concerne l'année 1936 (MCMXXXVI en chiffres romains) du calendrier grégorien.
L'année 1936 est une année bissextile qui commence un mercredi.

## En bref
- 7 mars : remilitarisation de la Rhénanie.
- 25 mars : second Traité naval de Londres.

- 26 avril et 3 mai : victoire électorale du Front populaire aux législatives en France.
- 9 mai : l’Éthiopie est occupée partiellement par l’Italie.
- 15 mai : début de la grande révolte arabe de 1936-1939 en Palestine mandataire.
- 18 juillet : début de la guerre civile espagnole.
- 25 novembre : pacte anti-Komintern.

## Événements

### Afrique
- 12 - 20 janvier : victoire italienne sur l’Éthiopie à la bataille de Genalé Dorya[1].
- 20 - 24 janvier : première bataille du Tembén. L’offensive éthiopienne est ralentie[2].
- 10 - 15 février : victoire italienne décisive sur l’Éthiopie à la bataille d’Enderta ou d’Amba Aradom[3].
- 27 - 29 février : victoire italienne décisive sur l’Éthiopie à la seconde bataille du Tembén[2].
- 29 février - 2 mars : victoire italienne décisive sur l’Éthiopie à la bataille du Shiré[4].

- 31 mars : victoire italienne sur l’Éthiopie à la bataille de Mai Ceu[3].

- 15 - 25 avril : victoire italienne décisive sur l’Éthiopie à la bataille de l’Ogaden[5].

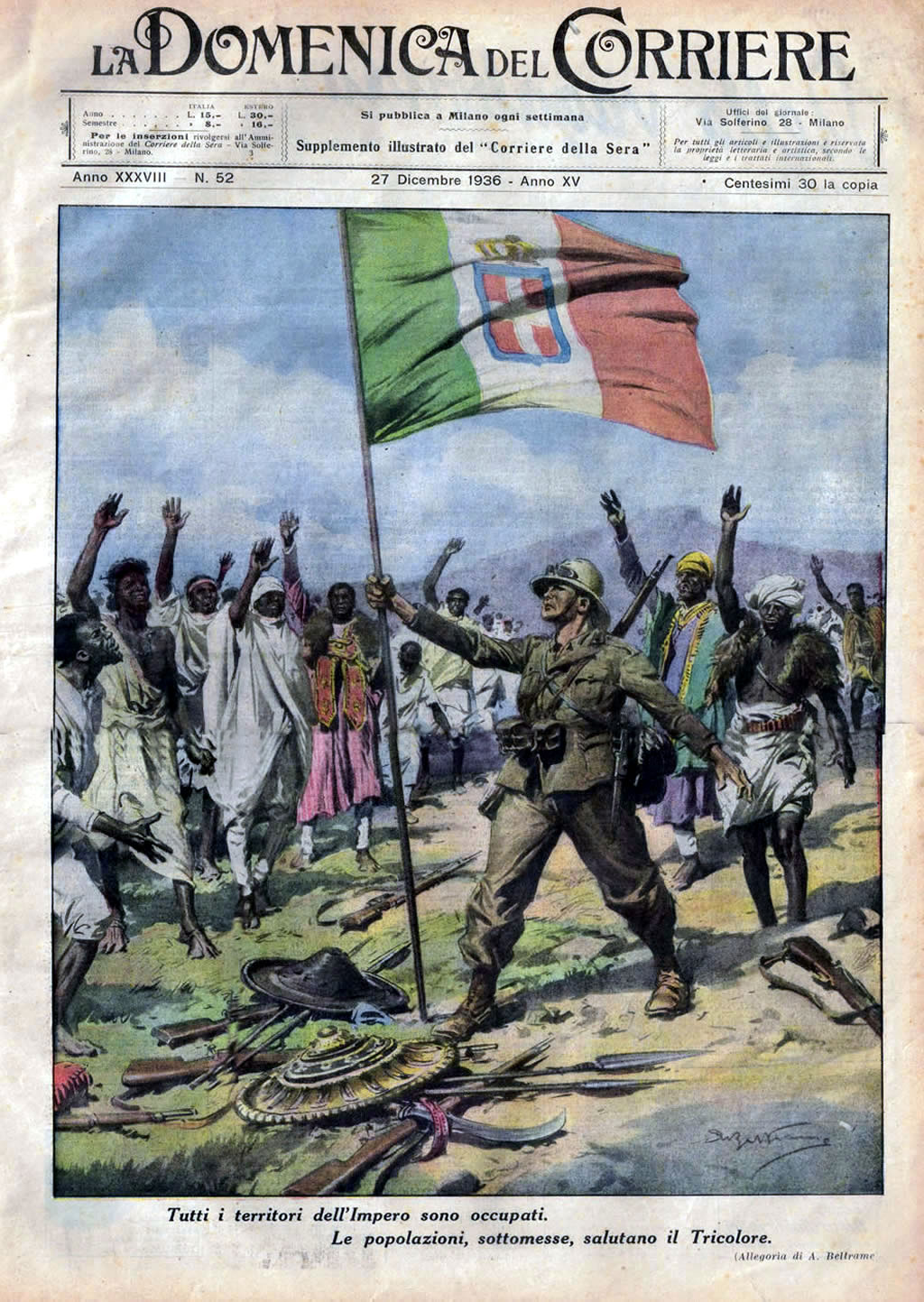
9 mai : occupation italienne de l’Éthiopie.

- 26 avril : Au début de l'année 1936, les troupes italiennes, désormais conduites par le maréchal Pietro Badoglio, infligent une série de défaites aux Éthiopiens. En mai, elles prennent Addis-Abeba, la capitale. Hailé Sélassié s'exile en Angleterre, tandis que Mussolini célèbre sa victoire à Rome[6].
- 2-3 mai, Dakar : constitution d’une section de la SFIO au Sénégal[7]. Lamine Guèye et Léopold Sédar Senghor fondent le Bloc Africain.
- 5 mai : entrée des troupes italiennes à Addis Abeba[8]. Le négus doit s’exiler en Europe et l’Éthiopie est réunie à l’Érythrée et à la Somalie.
- 9 mai : l’Éthiopie est annexée partiellement par l’Italie[9]. Fin de la seconde guerre italo-éthiopienne. La résistance à l’occupation dure jusqu’en 1941.

- 23 mai, Tunisie : le dirigeant du Néo-Destour Bourguiba est libéré[10].
- 30 juin : discours de l’empereur Haïlé Sélassié à la Société des Nations[11].
- 2 août : 
  - discours de Messali Hadj au Congrès Musulman à Alger qui condamne le rattachement de l'Algérie à la France et réaffirme sa lutte pour l'indépendance. Son parti, l'Étoile nord-africaine, est dissout par le Front populaire le 26 janvier 1937 et Messali Hadj emprisonné le 27 août 1937[12].
  - assassinat du mufti Bendali à Alger[13].
- 31 août : le Native Trust and Land Act entre en vigueur[14]. Les terres tribales des Noirs dans l’Union sud-africaine passent de 8 % à 12,3 % de la superficie totale. Tout achat de terres en dehors de ces espaces est interdit aux Noirs[15].
- 17 octobre : congrès constitutif du Parti communiste algérien[16].
- 30 décembre : le projet de loi Blum-Viollette, visant à octroyer des droits politiques à une minorité d'environ 22 000 Algériens musulmans est déposé sur le bureau de la Chambre des députés[17]. Ce projet est vivement combattu par les colons ainsi que par les nationalistes algériens de l'Étoile nord-africaine[18].

- Le Lagos Youth Movement, créé en 1934, devient le Nigerian Youth Movement (en). Il est renforcé en 1937 par l’adhésion de Nnamdi Azikiwe, de retour au Nigeria après neuf ans d’études aux États-Unis et trois ans comme éditeur de presse en Gold Coast[19]. Il fait campagne pour la « personnalité africaine » (1936-1937).

- Le mouvement Mayange ou Nlenvo se répand au Cabinda[20].

### Amérique

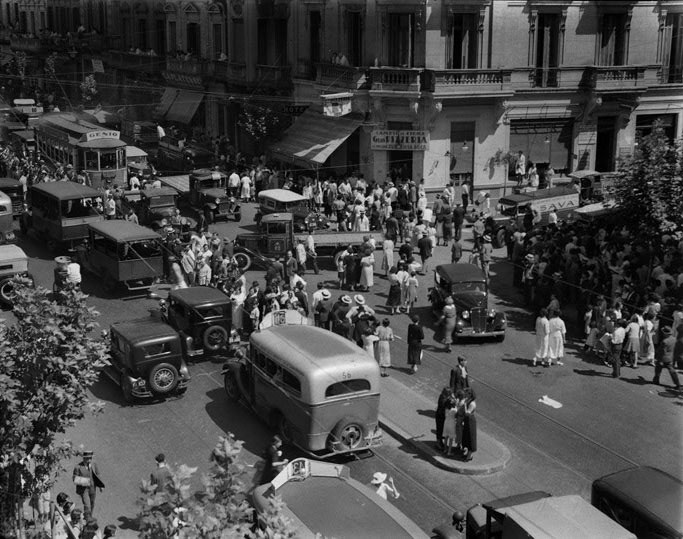
Perturbation de la circulation lors d’une manifestation à Buenos Aires en 1936.

- 7 - 8 janvier : grève générale à Buenos Aires ; les violences font cinq morts, trois policiers et deux civils ; un accord est conclu entre les ouvriers du bâtiment et les patrons le 25 janvier[21]. L’agitation ouvrière en Argentine est à son apogée, puis elle décline jusqu’en 1943. À partir de 1937, l’État intervient de plus en plus dans la prévention et le règlement des conflits sociaux.

- 17 février : révolution Febrerista au Paraguay ; le gouvernement de Eusebio Ayala est renversé par un coup d’État dirigé par le général Rafael Franco[22]. Franco, héros de la guerre du Chaco, mène une révolution anti-libérale en se faisant le porte-parole des anciens combattants. Un groupe, les Febreristas, apparaît pour soutenir Franco dans ses initiatives réformistes et nationalistes.
- 21-25 février, Mexique : congrès constitutif de la Confédération des travailleurs du Mexique (CTM)[23]. Le président Lázaro Cárdenas encourage le syndicalisme. Il préside à la création de la CTM, tandis que la bourgeoisie industrielle du Nord, autour de Monterrey, s’engage dans un combat politique contre Cárdenas à la suite d’un conflit social où le gouvernement a pris parti contre elle (9 février)[24]. Elle crée le Parti d’Action Nationale (PAN) en 1939.

- 16 mai : José Luis Tejada Sorzano est renversé en Bolivie. Germán Busch Becerra le remplace le 22 mai et un gouvernement d’inspiration fasciste dirigé par José David Toro s’installe[25].

- 16 juillet : loi du travail au Venezuela. Elle régule les relations entre le patronat et les ouvriers, instaure la journée de huit heures et la semaine de 48 heures, les indemnités de licenciement et d’ancienneté, la liberté syndicale, la sécurité sociale obligatoire et les congés annuels[26]. Le gouvernement López reconnaît 109 syndicats ouvriers et paysans entre juillet et décembre, mais revient rapidement aux pratiques répressives.

- 5 août : réforme constitutionnelle menée par le président Alfonso López Pumarejo en Colombie[27]. Le parti communiste colombien décide de soutenir les libéraux au pouvoir.
- 3 novembre : réélection de Franklin Delano Roosevelt comme président des États-Unis[28].

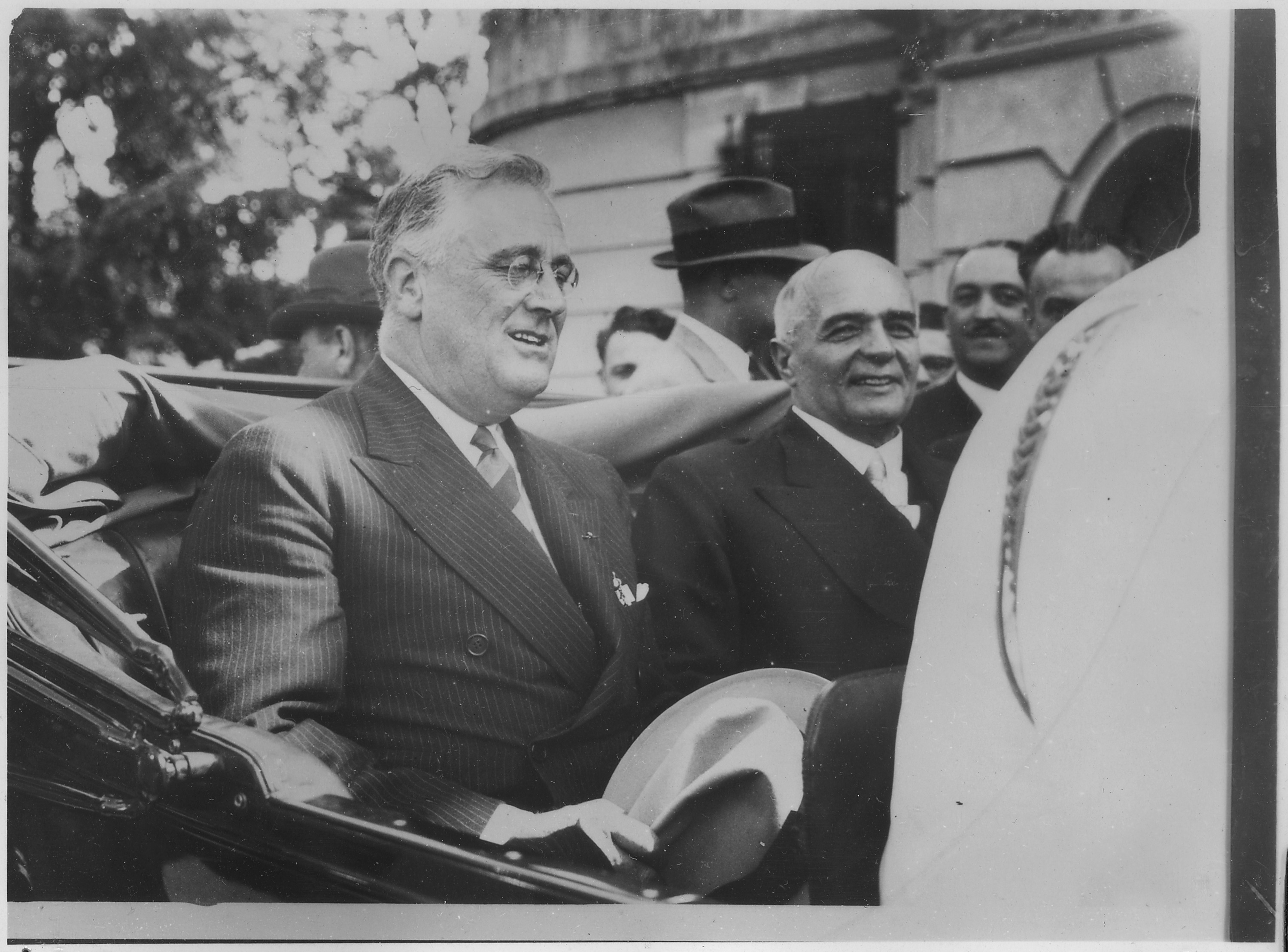
Roosevelt à Montevideo le 3 décembre.

- 1er-23 décembre : conférence interaméricaine de consolidation de la paix à Buenos Aires. Les États-Unis s’engagent à ne pas intervenir « directement ou indirectement et pour quelque motif que ce soit dans les affaires intérieures et extérieures » des pays d’Amérique latine (politique du « bon voisinage »). Un pacte de consultation est adopté, permettant de coordonner les différents traités existant en matière de maintien de la paix[29].
- 10 décembre : le prix Nobel de la paix est attribué à l’argentin Carlos Saavedra Lamas[30].
- 14 décembre : la Ley 200 est approuvée en Colombie dans le cadre de la réforme agraire[31]. Elle autorise l’expropriation sans indemnités des terres incultes ou insuffisamment exploitées[32]. Elle n’est cependant pas en mesure de remettre en question la domination des planteurs de café.

### Asie
- 20 février, Japon : victoire des libéraux aux législatives. Pour la première fois, des socialistes entrent au Parlement[33].

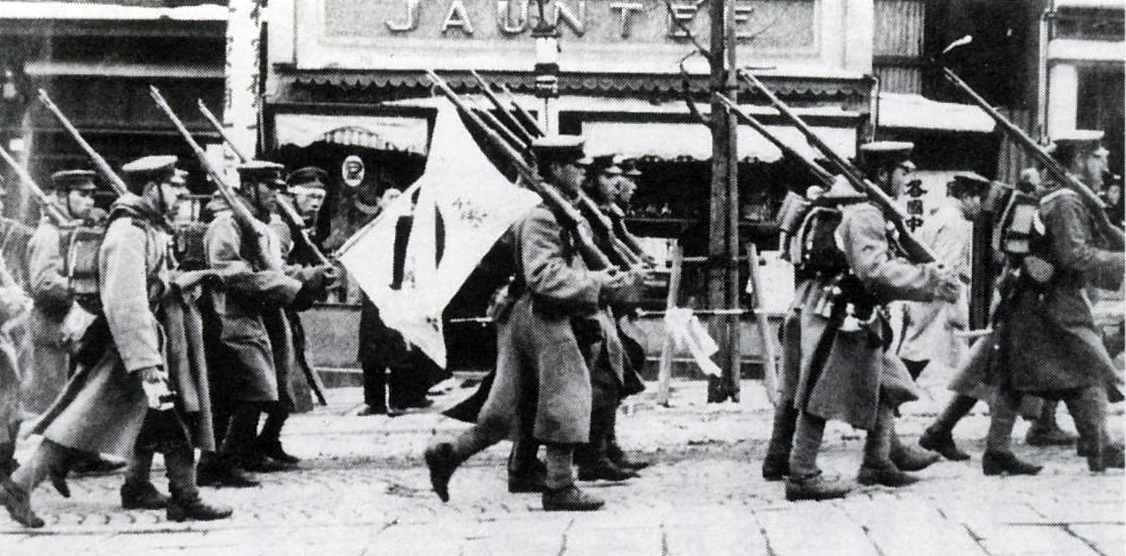
Les troupes rebelles retournent dans leurs casernes après le coup d’État manqué du 26 février.

- 26 février : incident du 26 février au Japon. Complot des jeunes officiers à Tôkyô dirigé par le capitaine Shirō Nonaka (en) ; il échoue le 29 février[33] (123 arrestations).

- 9 mars, Japon : l’empereur Hirohito nomme un Premier ministre ultranationaliste, Kōki Hirota[34],[35].
- 12 mars, Japon : création du premier cristal de neige artificiel par le physicien Ukichiro Nakaya.
- 12 mars : traité d’assistance mutuelle russo-mongol signé à Oulan-Bator[36].
- 22 mars[37] : démission de Peljidiyn Genden, premier ministre de la République populaire mongole, à la demande du Baga Khoural à la suite des critiques du maréchal Horloogiyn Choybalsan, proche de Staline[36]. Agdanbuugiyn Amar le remplace, tandis que Horloogiyn Choybalsan prend progressivement la tête du Parti révolutionnaire du peuple mongol et gouverne la Mongolie[36] (fin en 1951).

- 24 août : une petite mission britannique menée par Basil Gould est établie à Lhassa avec l’accord du gouvernement tibétain[38].

- 5 novembre : le Siam invalide tous les traités qu’il avait signés avec des pays étrangers. Aux termes des clauses des nouveaux traités conclus l’année suivante, le gouvernement obtient sa totale indépendance[39].
- 14 novembre : début de la campagne du Suiyuan[40]. L’armée de Mongolie-intérieure et à la grande armée Han vertueuse soutenues par l’empire du Japon échouent à prendre Hongort. Wang et sa grande armée Han vertueuse lancent une contre-attaque qui est repoussée le 19 décembre. Fin des campagnes de Mongolie-intérieure.
- 25 novembre : pacte anti-Komintern entre l’Allemagne, et le Japon contre l’Internationale communiste[41]. L’Italie le signera en 1937.

- 5 décembre : réorganisation administrative de l’Asie centrale. L’ancienne RSSA de Karakalpakie rejoint l’Ouzbékistan. Création de la République socialiste soviétique kirghize et de la République socialiste soviétique kazakhe fédérée de l’URSS[42]. Une politique de sédentarisation forcée des nomades et de collectivisation des terres de 1929 à 1933 a détruit la culture et le mode de vie kazakh. Des centaines de milliers d’habitants ont été tués (famine, épidémie) ou se sont enfuis vers la Chine (de 1 750 000 à 2 020 000 Kazakhs), ce qui correspond selon lui à environ 50 % de la population kazakhe[43].
- 12 décembre, Chine : incident de Xi’an. Tchang Kaï-chek est contraint d’accepter un front commun avec les communistes[34].

### Proche-Orient
- 10 janvier : les cérémonies célébrées à l’occasion du quarantième jour après la mort d'Ibrahim Hananou mettent la Syrie mandataire en situation quasi insurrectionnelle[44].

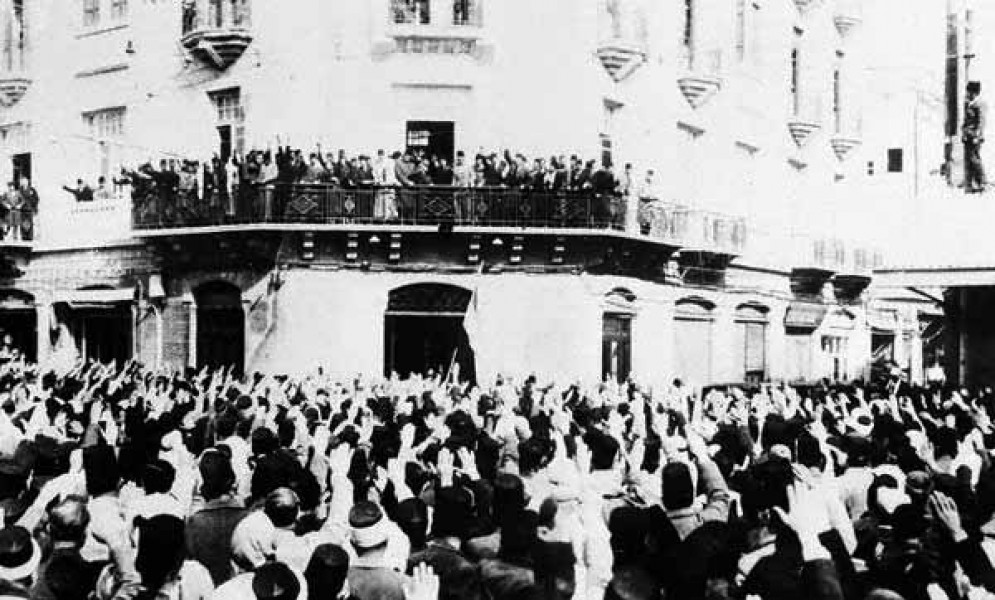
27 janvier-3 mars : grève générale en Syrie. La foule acclame à Damas les dirigeants du Bloc national avant leur départ pour les négociations à Paris le 31 mars.

- 27 janvier, Syrie : la grève générale est décrétée à Damas par le Bloc national. Le pays est paralysé pendant 36 jours. La France impose la loi martiale et procède à de nombreuses arrestations, mais doit céder en février[45]. Elle renvoie le gouvernement Taj al-Din, libère les prisonniers et ouvre des négociations avec le Bloc national. Le 1er mars, le Haut-Commissaire Damien de Martel s’engage à rétablir la vie constitutionnelle, à favoriser l’unité de la Syrie et à conclure un traité analogue au traité britanno-iraquien de 1930. Les négociations s’ouvrent en avril à Paris et sont interrompues jusqu’à l’été en raison des élections françaises du printemps[44].

- 22 février : crise ministérielle en Syrie. Démission du gouvernement Taj al-Din. Un nouveau gouvernement est constitué le 24 par Ata al-Ayoubi[46].

- Mars : à la suite de la grève générale en Syrie, le Bloc national se dote d’une organisation de jeunesse nationaliste, les « chemises d’acier »[47].

- 2 avril : traité de fraternité entre l’Irak et l’Arabie saoudite. Le Yémen accède au traité le 2 décembre 1937[48].
- 15 avril : trois Juifs[49] sont assassinés dans la région de Naplouse par un groupe arabe extrémiste (al-Qassam). En représailles, deux Arabes sont tués par des Juifs radicaux de l'Irgoun le 18 avril[50],[51].
- 19 avril : des ouvriers agricoles tuent neuf Juifs et en blessent une soixantaine dans la région de Jaffa[50]. L’état d’urgence est proclamé par les autorités britanniques. Les violences se poursuivent.
- 20 avril : un comité national formé à Naplouse appelle à une grève générale pour exiger l’arrêt de l’immigration juive et des transferts fonciers. La grève des Arabes, spontanée et populaire est déclenchée dans toute la Palestine, que les partis décident de soutenir. Des comités nationaux sont organisés dans toutes les villes principales pour organiser la contestation[52].
- 25 avril : les principaux partis arabes de Palestine créent un comité suprême arabe, sous la présidence d’Amin al-Husseini[52].
- 28 avril : mort du roi Fouad Ier d’Égypte. Son fils Farouk lui succède à l’âge de seize ans[53]. Un conseil de régence est désigné par le Parlement. Le roi est entouré de conseillers politiques comme Ali Maher, opposant au Wafd. Farouk devient rapidement très populaire (fin de règne en 1952).

- 2 mai : victoire du parti nationaliste Wafd aux législatives en Égypte. Mustapha Nahhas pacha fonde un troisième gouvernement d’union nationale[54]. Il engage immédiatement des négociations avec les Britanniques en vue de la conclusion d’un traité.

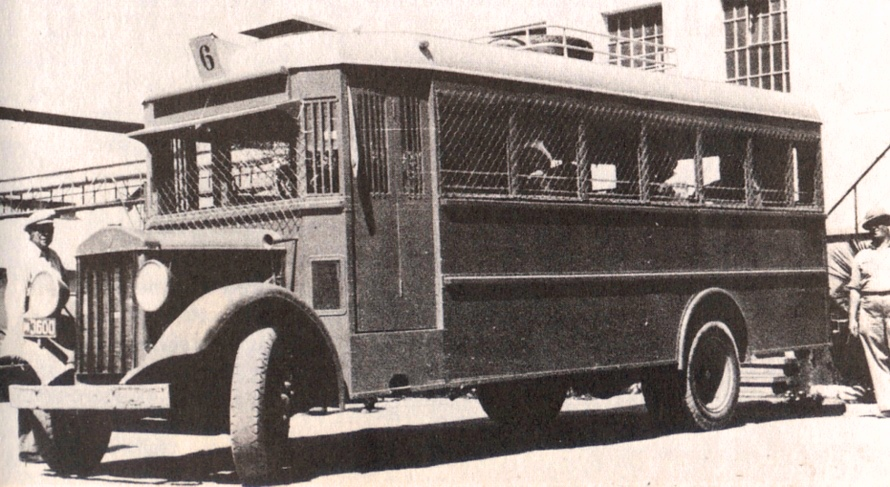
Bus d’auto-défense juif utilisé pendant la grande révolte arabe de 1936-1939 en Palestine mandataire.

- 7 mai : le comité suprême arabe réuni en congrès décide le refus du paiement des impôts et le recours à la résistance active armée à partir du 15 mai si le gouvernement britannique n’accepte pas ses revendications (arrêt total de l’immigration juive et des transferts de propriétés, création d’un corps législatif élu)[55]. Début de la grande révolte arabe en Palestine mandataire. La violence urbaine s’étend aux campagnes. Des bandes rurales attaquent les Britanniques et les sionistes et sont rejoints par quelques centaines de volontaires syriens, anciens de la Grande révolte de 1925. La répression britannique est modérée au début. Londres promet l’envoi d’une commission d’enquête après l’arrêt des troubles et accepte la médiation des gouvernements arabes d’Arabie saoudite, d’Irak et de Transjordanie, qui appellent à la fin de la grève (10 octobre). Le comité suprême arabe accepte en échange d’un soutien des pays arabes face aux Britanniques[50].
- 16 mai : réunion des Frères musulmans présidée par Hassan el-Banna au Caire. La société axe sa propagande sur la solidarité avec les musulmans de Palestine[56].

- 20 juillet : la convention de Montreux rétablit la souveraineté de la Turquie sur les Dardanelles dont la remilitarisation est autorisée[57].

- 26 août : traité de Londres entre le Royaume-Uni et l’Égypte[54]. Il prévoit une alliance perpétuelle entre les deux pays comprenant une coopération en matière de politique étrangère et des facilités en cas de guerre (ports, aérodromes, voies de communication). Les effectifs de l’armée égyptienne ne sont plus limités mais les instructeurs restent exclusivement britanniques. Une garnison britannique est stationnée dans la zone du canal de Suez pour vingt ans. Pour la question du Soudan, le traité propose le retour à un condominium britanno-égyptien. Les Capitulations seront abrogées progressivement et l’Égypte sera admise à la SDN.

- 7 septembre : le gouvernement britannique proclame la loi martiale en Palestine[50].

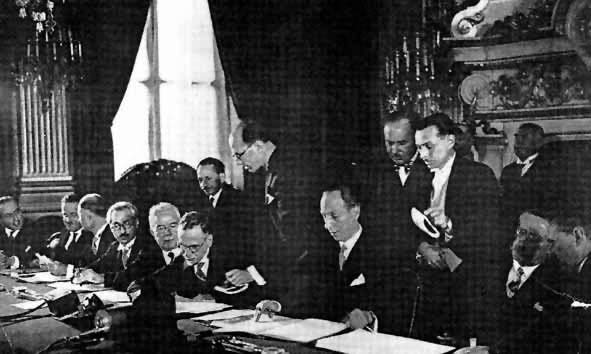
9 septembre : traité franco-syrien.

- 9 septembre : accords Viénot. Le protocole français prévoyant l’indépendance de la Syrie dans un délai de trois ans est signé à Paris. Il garantit l’entrée de la Syrie à la SDN. La France conserve des facilités militaires pour 25 ans. Des troupes françaises seront stationnées chez les Druzes et les Alaouites pendant cinq ans[44].

- 12 octobre : le Haut Comité arabe proclame la fin de la grève en Palestine [52].
- 29 octobre, Irak : le général Bakr Sidqi organise un coup d’État militaire. Nu’ri Sa’id parvient à s’enfuir. Rachid Ali et Yasin al-Hashimi sont exilés. Un gouvernement est formé autour d’Hikmat Sulayman (en), chef de l’ancienne opposition socialiste avec un programme de lutte contre la corruption, de renforcement de l’armée, de développement de l’enseignement, d’établissement de monopoles économiques, d’augmentation des impôts sur le revenu et l’héritage et la mise en place d’une législation sociale[58]. Il se heurte à la classe dirigeante des grands propriétaires terriens qui exercent des pressions sur le pouvoir. La seule mesure sociale adoptée est la réduction de la durée quotidienne de travail pour les employés. Aux élections des 10 décembre 1936 et 20 février 1937, la société al-Ahali n’obtient que 11 sièges sur 108. Bakr Sidqi critique de plus en plus ouvertement ses alliés socialistes.
  - De 1936 à 1941, il y a six tentatives de prise de pouvoir par les militaires en Irak.

- 4 novembre : le gouvernement turc demande le droit à l’autodétermination pour le sandjak d'Alexandrette[59]. La France renvoie le règlement de l’affaire à la SDN.
- 11 novembre : arrivée de la Commission Peel en Palestine pour enquêter sur les raisons de la révolte[52].
- 13 novembre : traité franco-libanais signé au Petit Sérail à Beyrouth, prévoyant l’indépendance du Liban dans un délai de trois ans[44].
  - Des troubles éclatent à Beyrouth entre musulmans hostiles à la présence française et chrétiens arméniens favorables au lendemain de la signature du traité[60].
- 14 et 30 novembre : les nationalistes remportent une majorité écrasante aux élections législatives en Syrie[61].
- 21 novembre : création du mouvement des Phalanges libanaises par un pharmacien maronite de Beyrouth, Pierre Gemayel[62]. C’est une organisation de jeunesse paramilitaire à caractère sportif qui prône un nationalisme libanais et chrétien. Les musulmans de Beyrouth répondent par la création des scouts musulmans.

- 2 et 5 décembre : arrêtés du Haut-commissaire au Levant rendant au gouvernement syrien la souveraineté sur l’État des Druzes le territoire des Alaouites[63].
- 5 décembre : dissolution de la RFSS de Transcaucasie, la Géorgie, l’Azerbaïdjan et l’Arménie deviennent des républiques de l’Union soviétique (RSS)[64].

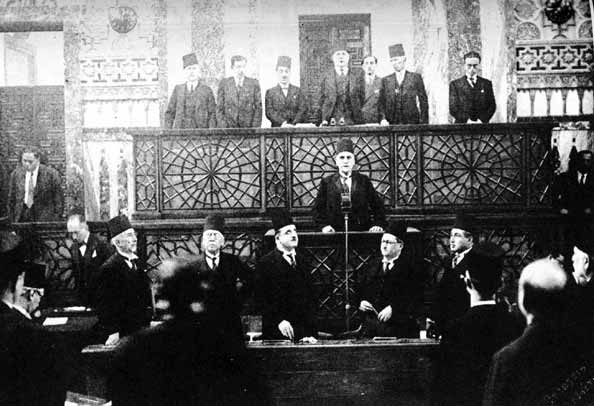
31 décembre : inauguration du président de Syrie Hachem al-Atassi.

- 22 décembre : Hachem al-Atassi, élu président de la République de Syrie, désigne Jamil Mardam Bey comme chef du gouvernement[65].
- 27 décembre : le traité avec la France est ratifié dans l’enthousiasme par le Parlement syrien[44], mais en France, le projet sera ajourné sine die par la Chambre.

### Europe
- 20 janvier : début du règne d’Édouard VIII, roi du Royaume-Uni (fin le 11 décembre)[66].
- 26 janvier : élection législatives en Grèce ; les coalitions monarchistes et vénizélistes se partagent les sièges (143 et 142 sièges sur 300). Le Front populaire conduit par le KKE est en position d’arbitrage avec 15 députés, qui soutiennent le parti libéral à partir du 19 février[67].

- 6 février : tous les partis d’opposition sont interdits en Lituanie[68].
- 9 mars : pogrom de Przytyk. Des émeutes anti-juives en Pologne font trois morts et 22 blessés[69].
- 18 mars : mort à Paris de Elefthérios Venizélos[67].
- 25 mars : signature du second Traité naval de Londres relatif à la limitation des armements navals entre les États-Unis, la France et la Grande-Bretagne[70]. Le 30 mars, le Royaume-Uni annonce la mise en chantier de 38 nouveaux bâtiments de guerre[71].

- 1er avril : rétablissement du service militaire obligatoire en Autriche[72].
- 13 avril : Ioánnis Metaxás devient Premier ministre du royaume de Grèce à la mort de Konstantínos Demertzís[67].

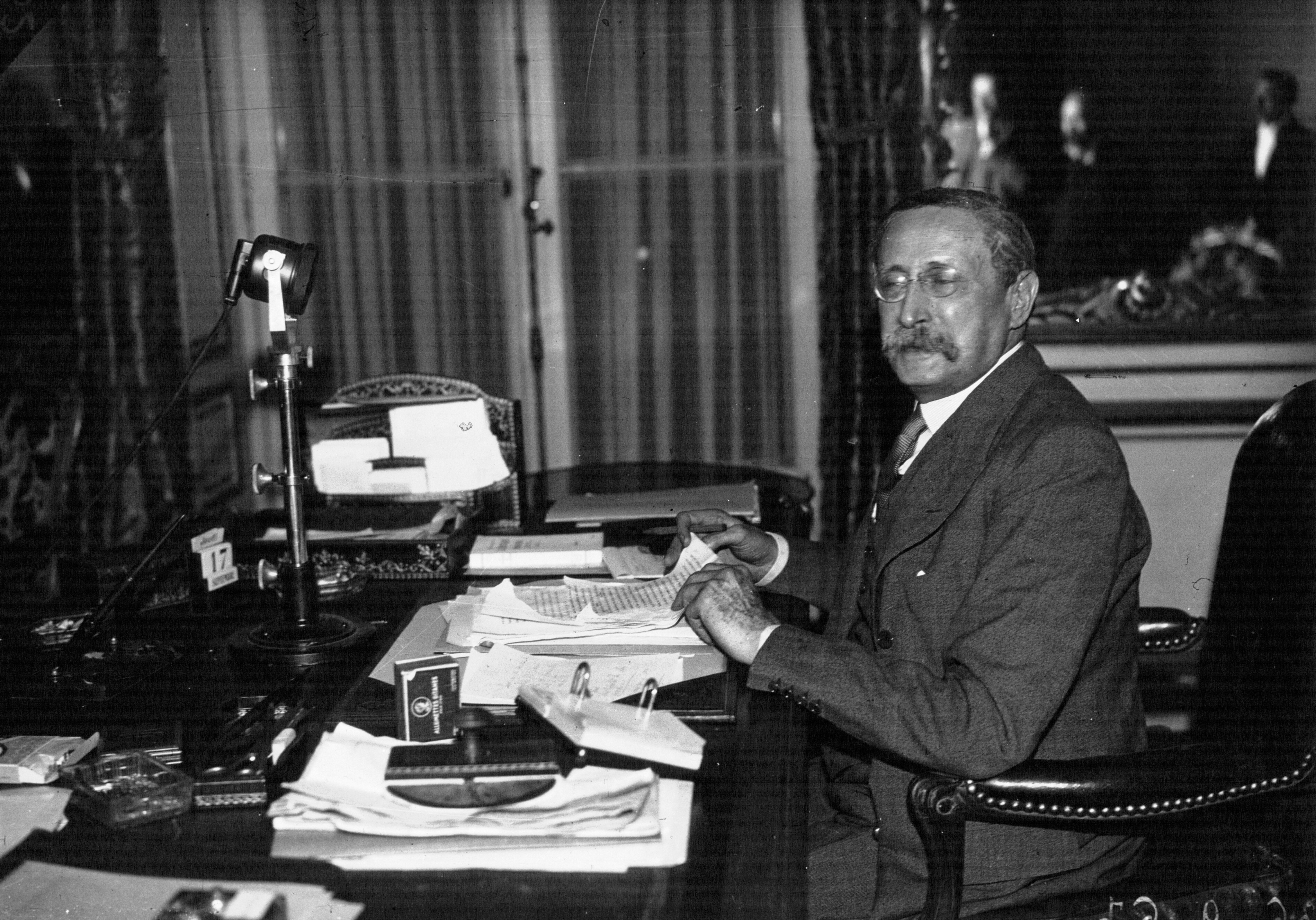
Léon Blum en 1936.

- 26 avril et 3 mai : victoire électorale du Front populaire aux législatives en France[73].

- 12 mai : l’Italie quitte la Société des Nations[74].
- 19 mai, Portugal : création de la Jeunesse portugaise (Mocidade Portuguesa), organisation para-militaire de caractère fasciste[75].

- 2 juin : début de la grève des dockers d’Anvers, mouvement social qui se généralise en Belgique pour rassembler un demi-million de participants les 22 et 23 juin ; le premier ministre Paul Van Zeeland réunit une conférence du patronat et des syndicats le 17 juin qui aboutit à un programme de réformes économiques et sociales (salaire minimum, six jours de congés payés, semaine de 40 heures et liberté syndicale)[76].
- 7 juin : signature des accords Matignon en France[73].
- 11 et 12 juin : lois sur les conventions collectives, les congés payés (2 semaines), la semaine de 40 heures en France[77].

- 11 juillet : accord germano-autrichien, reconnaissant la souveraineté de l’Autriche qui aligne sa politique étrangère sur celle de l’Allemagne[78]. Le mouvement national-socialiste y est de nouveau autorisé.

- 4 août : « Régime du 4-Août » ; le général Ioánnis Metaxás suspend la constitution et prend des pouvoirs dictatoriaux en Grèce (fin en 1941)[67].

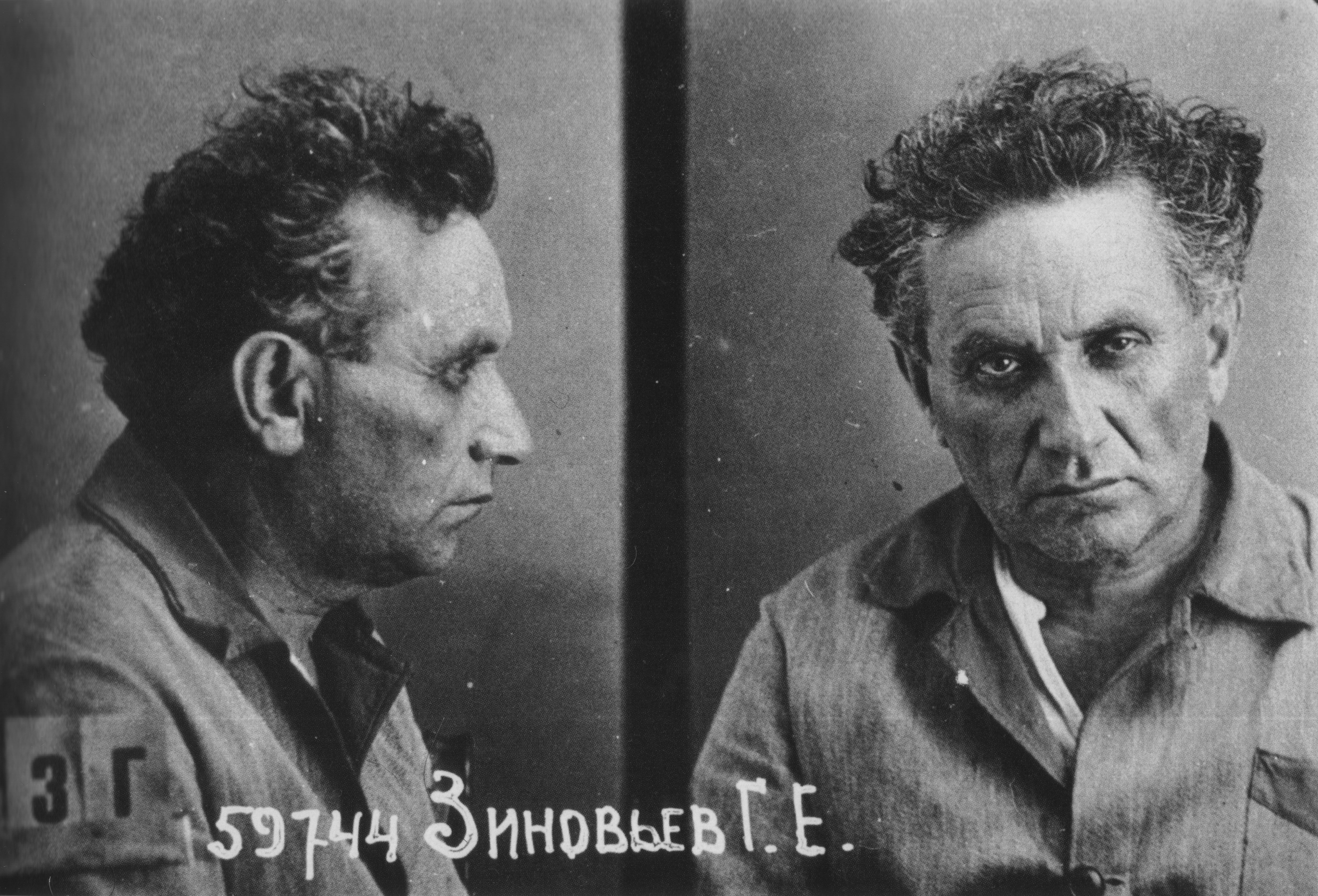
Photo d’identité judiciaire de Zinoviev en 1936.

- 19 - 24 août : premier « procès de Moscou », procès du « Centre terroriste trotskyste-zinovieviste ». Les 16 inculpés, dont Zinoviev et Kamenev, accusés de comploter avec l’Allemagne et le Japon, sont exécutés le 25 août[79].
- 24 août : le paquebot britannique Queen Mary obtient le Ruban bleu après avoir traversé l’Atlantique en trois jours[80].

- 25 septembre : Nikolaï Iejov prend la tête du NKVD. Début des Grandes Purges en Union soviétique[81].
- 27 septembre : échec de la politique déflationniste aux Pays-Bas. Abandon de l’étalon-or, qui permet la reprise grâce à la dépréciation du florin (-22 %)[82].

- 4 octobre : une manifestation de la British Union of Fascists affronte des antifascistes lors de la bataille de Cable Street à Londres[83].
- 6 octobre : mort à Munich du chef du gouvernement hongrois Gyula Gömbös. Kálmán Darányi lui succède (fin en 1938)[84]. Après une brève tentative de dégagement, Darányi est contraint par Hitler d’aligner la politique hongroise sur celle du Reich. Il lance un programme d’un milliard de pengös pour le réarmement de la Hongrie.
- 10 octobre : dissolution des formations paramilitaires en Autriche pour les incorporer dans la milice[85].
- 13 octobre : liaison ferroviaire par navire transbordeur transmanche entre Paris et Londres[86].
- 19 octobre : élections législatives norvégiennes. Le gouvernement Nygaardsvold, travailliste, est reconduit dans ses fonctions[87].
- 21 - 24 octobre : rapprochement entre l’Allemagne et l’Italie opéré par Ciano au terme d’une série d’entretiens avec von Neurath à Berlin et Hitler et à Berchtesgaden[88]. Le 23 octobre un protocole germano-italien est signé, qui laisse à l’Italie la prééminence en Méditerranée[89].

- 1er novembre : discours de Mussolini annonçant à Milan l’Axe Rome-Berlin[89].
- 6 novembre, Portugal : Armindo Monteiro perd le ministère des Affaires étrangères. Salazar l’assure jusqu’en 1946[90].

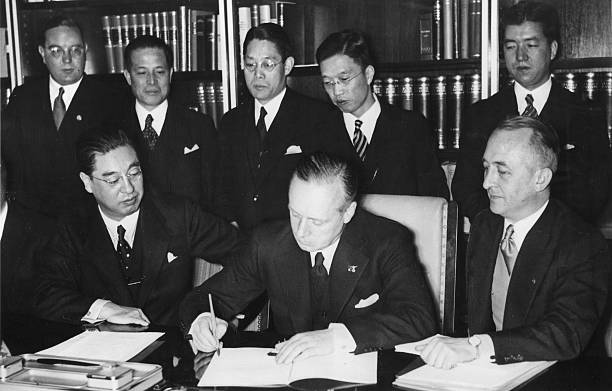
24 novembre : signature du pacte anti-Komintern.

- 24 novembre : pacte anti-Komintern entre l’Allemagne, l’Italie et le Japon contre l’Internationale communiste[91].

- 5 décembre : nouvelle Constitution soviétique instaurant notamment un Soviet suprême composé d’un Soviet de l’Union et d’un Soviet des nationalités. Staline autorise le suffrage universel[92].
- 11 décembre : devant le scandale suscité par son projet de mariage avec une américaine divorcée, Wallis Simpson, Édouard VIII abdique en faveur de son frère George VI (fin en 1952) et devient duc de Windsor[66].
- 12 décembre : External Relations Act en Irlande à la suite de l’abdication d’Édouard VIII[93].
- 18 décembre : Public Order Act (en), loi interdisant les défilés paramilitaires au Royaume-Uni[94].

#### Allemagne
- 26 février : Adolf Hitler présente à la presse la Volkswagen, « une voiture du peuple » conçue par Ferdinand Porsche[95]. Une usine chargée de la fabriquer est construite en 1938 à Fallersleben, en Basse-Saxe.

- 7 mars : remilitarisation de la Rhénanie en réaction alléguée à la ratification du pacte franco-soviétique. L’Allemagne installe des troupes en violation du traité de Versailles et du pacte de Locarno[78]. Londres ne réagit pas. La France saisit la SDN. Hitler propose à la France et à la Belgique l’ouverture de négociations en vue de conclure des pactes de non-agression de 25 ans garantis par le Royaume-Uni et l’Italie.
- 9 mars : le Royaume-Uni déconseille à la France toute action militaire en Rhénanie[78].
- 29 mars : élections au Reichstag et plébiscite en faveur d’Hitler[96].

- 8 avril : l’Allemagne rejette le plan de paix proposé par la France à la suite de l’occupation de la Rhénanie[97].

- 6 juin : circulaires en Allemagne contre le « fléau tzigane ». Le 16 juillet, les nazis ouvrent le premier camp de Tziganes à Marzahn[98].

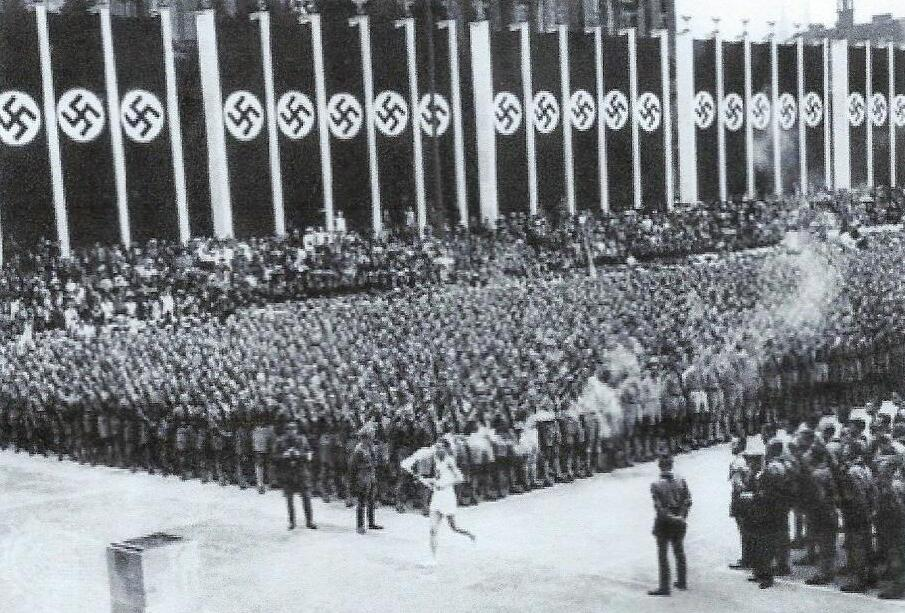
: ouverture des Jeux olympiques de Berlin.

- 1er août : ouverture des Jeux olympiques de Berlin[99].
  - Alors que se déroulent les Jeux, Hitler adresse un mémoire secret à Göring et au maréchal von Blomberg sur un plan de quatre ans, qui fixe ses objectifs : armée opérationnelle, économie capable de faire face à la guerre[100].
- 24 août : le service militaire obligatoire passe de un an à deux ans[101].

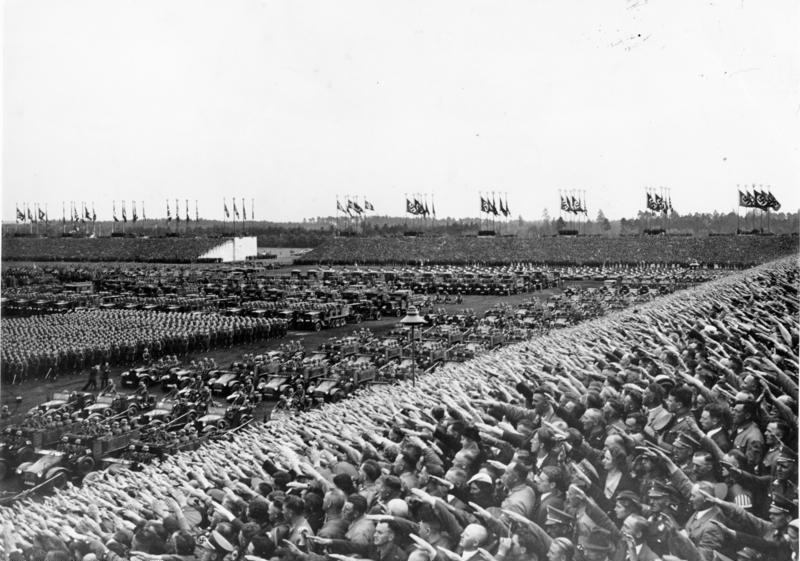
8-14 septembre : congrès de Nuremberg.

- 8-14 septembre : congrès de Nuremberg[102]. Hitler annonce la prolongation du service militaire à deux ans, un nouveau plan économique pour accélérer le réarmement, la volonté de régler les comptes avec le bolchevisme…

- 26 octobre : Joachim von Ribbentrop, nommé ambassadeur en Grande-Bretagne, arrive à Londres[103].

- 23 novembre : le prix Nobel de la paix pour 1935 est attribué rétroactivement à l’allemand Carl von Ossietzky[30].

- 1er décembre : loi sur la jeunesse hitlérienne. L’adhésion aux Jeunesses hitlériennes devient obligatoire pour tous les jeunes de 10 à 18 ans. Les dernières organisations de jeunesse non nazies sont dissoutes[96].

#### Espagne
- 7 janvier : dissolution des Cortes et convocation d’élections générales[104].
- 15 janvier : programme commun des formations de gauche[104].

- 16 février : élections générales et victoire du Frente Popular (PCE, PSOE, Gauche républicaine, Union républicaine, Esquerra), la CNT ayant levé ses consignes d’abstention[104].
- 17 février : Franco propose au Premier ministre Portela Valladares d’effectuer un « coup d’État préventif » ; ce dernier refuse[104].
- 19 février : démission du Premier ministre Manuel Portela Valladares. Le républicain de gauche Manuel Azaña lui succède[105].
  - Début d’une vague de violences libertaires, d’occupation de terres, de saccages et incendie d’églises[106]. De février à juin, 269 espagnols sont victimes d’attentats de tous bords (45 pour l’année 1935)[107]. Les partis ouvriers se reconstituent autour du PCE (102 000 militants en mai contre 35 000 en février[108]). La CEDA se disloque et de nombreux militants rejoignent la Phalange[109].

- 21 février : amnistie générale des condamnés politiques et sociaux d’après « l’octobre rouge » de 1934[110].
- 22 février : Le général Franco est relevé de son poste de chef d’état-major et nommé gouverneur militaire des Canaries[104].
- 26 février : rétablissement de la Generalitat de Catalogne[104].

- 14-15 mars : la Phalange est déclarée hors la loi et son chef Primo de Rivera est arrêté[104].

- 7 avril : le président modéré Niceto Alcalá Zamora est démis de ses fonctions et déposé par le Front populaire[105].

- 10 mai : Manuel Azaña devient président de la république espagnole[104].

- 13 juillet : la mort d’un officier des Gardes d’assaut provoque en représailles l’enlèvement et l’assassinat du monarchiste José Calvo Sotelo. Sa mort tragique est considérée comme déclencheur du soulèvement militaire[111].
- 17 juillet : soulèvement de la garnison de Melilla[111]. Pronunciamiento des généraux « nationaux » José Sanjurjo (il meurt le 20 juillet d’un accident d’avion) et Franco.

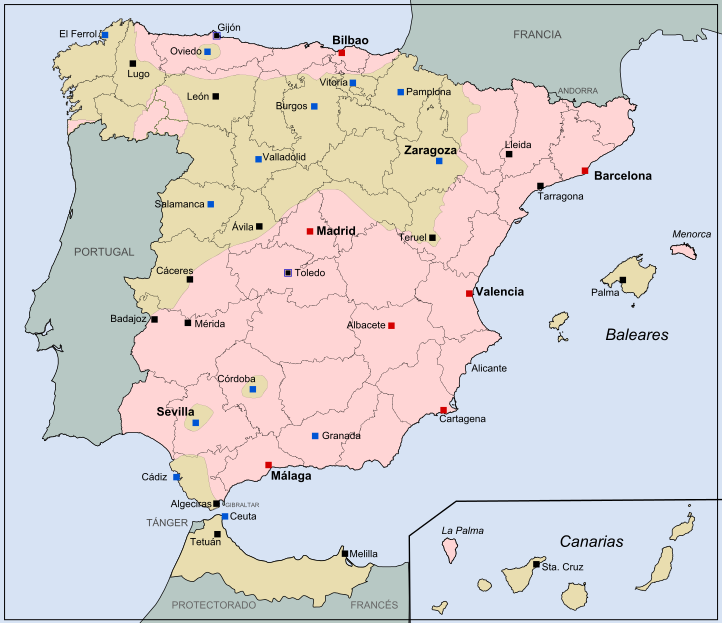
Le front en juillet 1936. Bien préparée, l’insurrection nationaliste, partie du Maroc espagnol se diffuse à d’autres garnisons de la péninsule et Franco prend le commandement de l’armée. La Navarre, le León et la Vieille Castille se rallient presque sans combats. L’Andalousie tombe du fait de la prise de positions des autorités. Mais l’insurrection ne rallie pas la marine et l’aviation de guerre, puis échoue devant la résistance populaire au Pays basque, aux Asturies, en Catalogne et à Madrid, conduite par les organisations ouvrières révolutionnaires organisées en comités (appel de Dolores Ibárruri, la Pasionaria, dès le 19 juillet : « ¡No pasarán! »). Débuts de la terreur rouge et de la terreur blanche en Espagne.

- 18 juillet : début de la guerre civile espagnole déclenchée par le soulèvement des généraux insurgés contre la République (fin en 1939)[112]. La CNT, puis le lendemain l’UGT, appellent à la grève générale[113].
- 19 juillet : le gouvernement de José Giral, qui n’a qu’un pouvoir de façade, ordonne la distribution d’armes à la population[113]. Il demande l’aide de la France. Léon Blum décide de répondre favorablement le 20 juillet, et une première commande officielle d’armement est honorée entre août et octobre, mais il doit reculer devant les réticences britanniques et la pression de l’opinion publique[114].
- 20 juillet : échec du soulèvement nationaliste à Madrid et à Barcelone[111].
- 26 juillet : installation de la junte nationaliste espagnole à Burgos[111].
- 27-28 juillet : arrivée des premiers avions italiens et allemands qui permettent le transfert de 14 000 soldats nationalistes du Maroc en Espagne[115].

- 1er août : le gouvernement de Léon Blum autorise l’envoi d’avions aux Républicains mais lance un appel aux autres puissances pour établir des « règles communes de non-intervention »[114].
- 2-14 août : offensive nationaliste en Estrémadure (bataille des liaisons). Les troupes nationalistes du général Juan Yagüe, parties de Séville, prennent Zafra et Almendralejo le 7 août Mérida le 11 août et Badajoz le 14, opérant ainsi la jonction entre les zones nationalistes du Nord et du Sud. La population de la ville est soumise à une répression sanglante (massacre de Badajoz)[116],[117].
- 8 août : mise en vigueur par la France du pacte de non-intervention en Espagne signé du 12 au 25 par le Royaume-Uni, le Portugal, l’Union soviétique, l’Allemagne et l’Italie ; les signataires, notamment la France, l’Union soviétique (à partir d’octobre), l’Allemagne et l’Italie, ne le respectent pas[114].
- 14, 16 ou 23 août : premier engagement de l’escadrille España, organisée par André Malraux sur Medellin[117].
- 16 août : les Républicains reprennent Gijón, occupée par les Nationalistes dès le 19 juillet[118].
- 19 août : Federico García Lorca est fusillé par des rebelles anti-républicains à Grenade[119].
- 20 août : échec devant Cordoue de l’offensive républicaine en Andalousie, commencée le 29 juillet[112].
- 28 août : victoire républicaine à la bataille du Monte Pelado, engageant les premiers antifascistes italiens aux côtés des républicains espagnols[120].

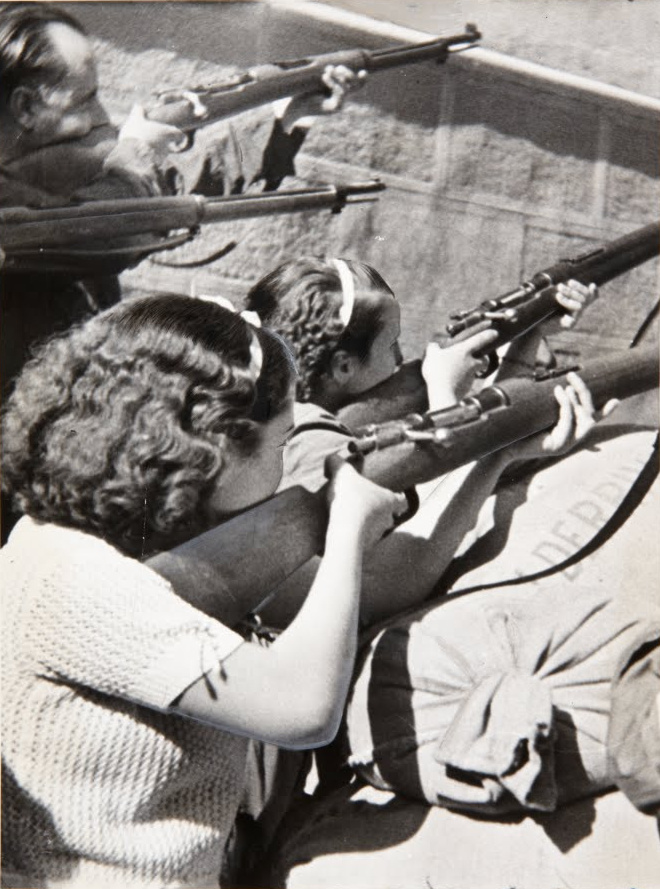
Femmes participant au siège de l’Alcázar de Tolède.

- 3 septembre : les troupes de l’armée d’Afrique de Juan Yagüe occupent Talavera de la Reina et poursuivent leur avance du Tage vers Madrid[112].
- 4 septembre :
  - Francisco Largo Caballero forme un gouvernement composé de républicains, de socialistes et de communistes[112].
  - la tentative des troupes républicaine d'Alberto Bayo de prendre le contrôle de Majorque échoue[121].
  - campagne du Guipuscoa : les nationalistes prennent Irun après deux semaines de combats, puis Saint-Sébastien le 12 septembre[122].
- 9 septembre : constitution à Londres d’un comité de non-intervention en Espagne[123].
- 18 septembre : réunion à Moscou du présidium de l’Internationale communiste. Le Komintern approuve la création des Brigades internationales en Espagne[124].
- 21 septembre : Franco est choisi comme général en chef des Nationalistes lors d’une réunion de la junte de défense nationale sur l’aérodrome de San Fernando, près de Salamanque[125].
- 27 septembre : l’arrivée des troupes nationalistes met fin au siège de l’Alcázar de Tolède[104].
- 29 septembre :
  - la « Junta de Defensa Nacional » nomme le général Franco Chef de gouvernement provisoire de Burgos et Commandant des forces armées[104].
  - combat naval du cap Spartel[126]. Fin du blocus du détroit de Gibraltar par la flotte républicaine.
- 1er octobre :
  - Franco s’autoproclame chef de l’État à Burgos[104].
  - Le Pays basque vote son autonomie[104].

- 12 octobre :
  - le premier noyau de volontaires appelés à former les Brigades internationales arrive à Alicante[127].
  - lors de la fête franquiste de la « Race espagnole » (Día de la Raza), le général phalangiste José Millán-Astray interrompt le discours du philosophe Miguel de Unamuno, recteur de l’université de Salamanque, aux cris de « ¡Viva la muerte! ¡Abajo la inteligencia! »[119].
- 14 octobre : les premiers volontaires des Brigades internationales établissent une base à Albacete[124].
- 17 octobre : les troupes nationalistes de Galice lèvent le siège d’Oviedo[128].
- 23 octobre : l’Union soviétique annonce qu’elle abandonne le principe de la non-intervention[129].
- 25 octobre-2 novembre : transfert de la plus grande partie des réserves d’or de la Banque d’Espagne de Carthagène à Odessa (l’Or de Moscou)[130].

- 4 novembre : les forces nationalistes sont devant Madrid[131].
- 6 novembre :
  - le gouvernement républicain de Francisco Largo Caballero quitte Madrid assiégée pour Valence après avoir constitué une Junta de Defensa de Madrid sous le commandement de José Miaja Menant[131].
  - premiers appareils de la légion Condor envoyée par Adolf Hitler (10 000 soldats d’élite)[132].
- 6 - 23 novembre : échec de l’offensive franquiste sur Madrid. La ville, défendue par la Junta de Defensa de José Miaja et les brigades internationales) résiste jusqu’en février 1937[131].
- 18 novembre : le gouvernement de Franco est reconnu par l’Allemagne et l’Italie[131].
- 7 novembre - 4 décembre : massacres de Paracuellos. Plus de deux mille prisonniers politiques sont exécutés par des commandos républicains au cours de transferts dans la banlieue de Madrid[133].
- 20 novembre, Alicante : José Antonio Primo de Rivera est exécuté en prison par les Républicains[131].
- 28 novembre : signature du protocole secret de Salamanque entre Franco et l’ambassadeur italien Filippo Anfuso. L’Italie envoie 14 000 hommes avant janvier 1937 (72 775 dans l’armée de terre et 5 699 dans les forces aériennes au total avant la fin et la guerre[134]. (5 000 Italiens s’enrôlent dans les Brigades internationales).
- 29 novembre : début des affrontements sur la route de La Corogne, à l’ouest de Madrid (fin le 16 janvier 1937)[135].
- 30 novembre - 24 décembre : offensive de Villareal ; les Républicains échouent à s’emparer de Vitoria[136].

- 28 - 29 décembre : défaite républicaine sur le front andalou à la bataille de Lopera[137].